# Gioacchino Besozzi
Gioacchino Besozzi OCist (ur. 23 grudnia 1679 w Mediolanie, zm. 18 czerwca 1755 w Tivoli) – włoski kardynał.

## Życiorys
Urodził się 23 grudnia 1679 roku w Mediolanie. Mając szesnaście lat, wstąpił do zakonu cystersów, a następnie studiował łacinę i grekę. Po przyjęciu święceń kapłańskich wykładał teologię, a w 1724 roku został przełożonym generalnym zakonu. 9 września 1743 roku został kreowany kardynałem prezbiterem i otrzymał kościół tytularny San Pancrazio. Cztery lata później został penitencjariuszem większym. W 1755 roku został członkiem grupy kardynałów, której zadaniem było poradzenie sobie z jansenistami sprzeciwiającymi się założeniom konstytucji apostolskiej Unigenitus. Zmarł 18 czerwca 1755 roku w Tivoli.